# Premi Bill Russell a l'MVP de les Finals de l'NBA

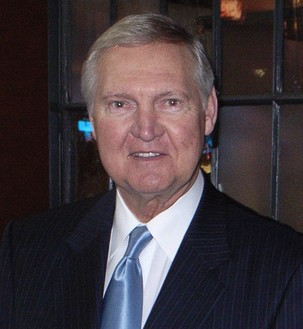
Jerry West, el primer guanyador del premi, és l'únic que l'ha guanyat essent jugador de l'equip perdedor.

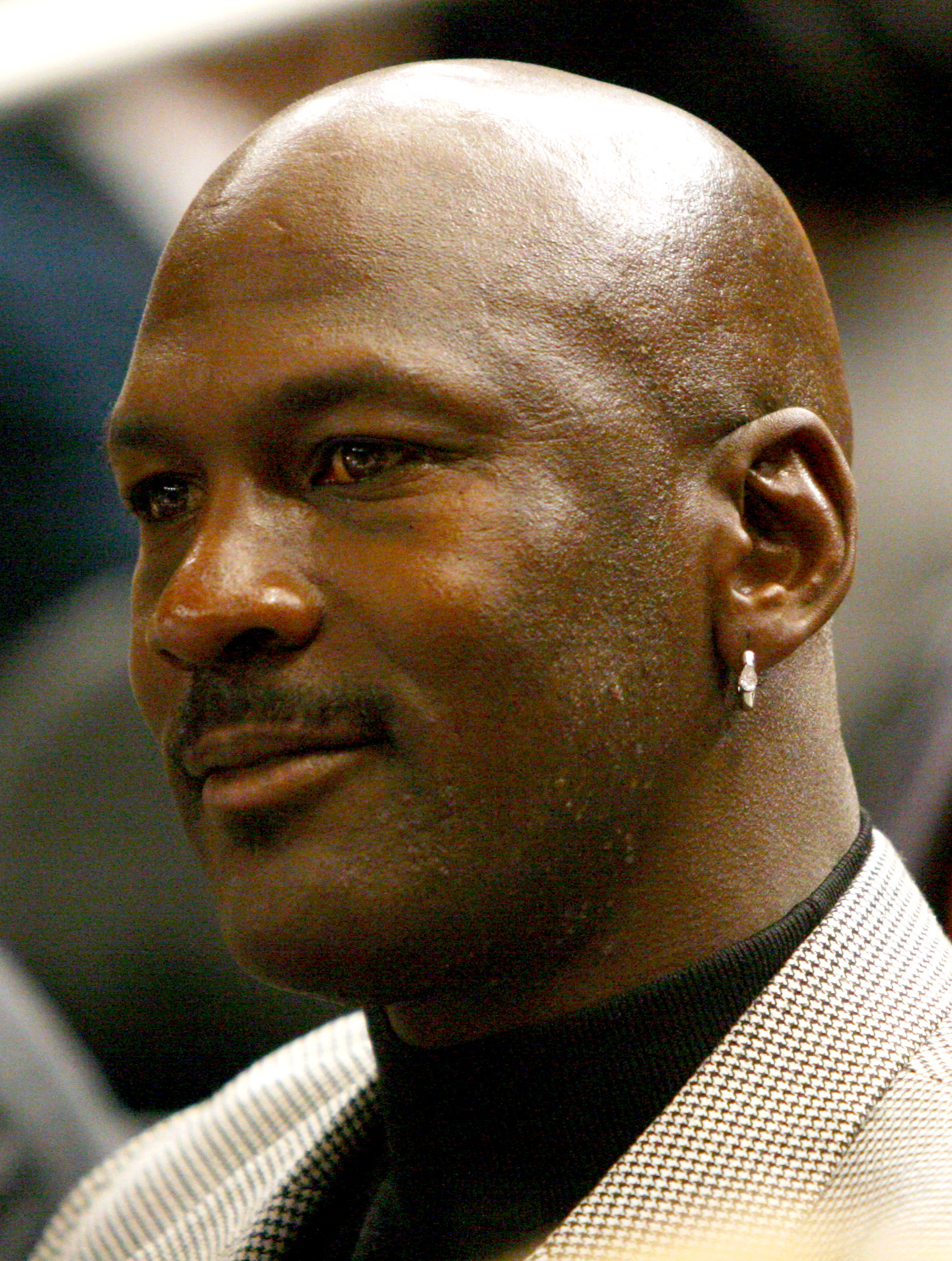
Michael Jordan és l'únic que ha guanyat el trofeu sis vegades.

El Premi Bill Russell a l'MVP de les Finals de l'NBA (abans conegut com a Premi a l'MVP de les Finals de l'NBA) és un premi anual de l'NBA que es concedeix des de les Finals del 1969 al jugador considerat el «més valuós» (Most Valuable Player). Nou membres dels mitjans de comunicació voten després de la conclusió dels partits de la sèrie; el jugador amb més vots és qui guanya el premi de jugador més valuós. Des del 2008 els seguidors tenen un desè vot que compta igual que els altres nou.

## Guanyadors
|         | Jugador en actiu                            |
|         | Elegit al Basketball Hall of Fame           |
| NOM (X) | Vegades que el jugador ha guanyat el trofeu |

| Any  | Jugador                 | Nacionalitat | Equip                  |
| ---- | ----------------------- | ------------ | ---------------------- |
| 1969 | Jerry West              | Estats Units | Los Angeles Lakers     |
| 1970 | Willis Reed             | Estats Units | New York Knicks        |
| 1971 | Kareem Abdul-Jabbar     | Estats Units | Milwaukee Bucks        |
| 1972 | Wilt Chamberlain        | Estats Units | Los Angeles Lakers     |
| 1973 | Willis Reed (2)         | Estats Units | New York Knicks        |
| 1974 | John Havlicek           | Estats Units | Boston Celtics         |
| 1975 | Rick Barry              | Estats Units | Golden State Warriors  |
| 1976 | Jo Jo White             | Estats Units | Boston Celtics         |
| 1977 | Bill Walton             | Estats Units | Portland Trail Blazers |
| 1978 | Wes Unseld              | Estats Units | Washington Bullets     |
| 1979 | Dennis Johnson          | Estats Units | Seattle SuperSonics    |
| 1980 | Magic Johnson           | Estats Units | Los Angeles Lakers     |
| 1981 | Cedric Maxwell          | Estats Units | Boston Celtics         |
| 1982 | Magic Johnson (2)       | Estats Units | Los Angeles Lakers     |
| 1983 | Moses Malone            | Estats Units | Philadelphia 76ers     |
| 1984 | Larry Bird              | Estats Units | Boston Celtics         |
| 1985 | Kareem Abdul-Jabbar (2) | Estats Units | Los Angeles Lakers     |
| 1986 | Larry Bird (2)          | Estats Units | Boston Celtics         |
| 1987 | Magic Johnson (3)       | Estats Units | Los Angeles Lakers     |
| 1988 | James Worthy            | Estats Units | Los Angeles Lakers     |
| 1989 | Joe Dumars              | Estats Units | Detroit Pistons        |
| 1990 | Isiah Thomas            | Estats Units | Detroit Pistons        |
| 1991 | Michael Jordan          | Estats Units | Chicago Bulls          |
| 1992 | Michael Jordan (2)      | Estats Units | Chicago Bulls          |
| 1993 | Michael Jordan (3)      | Estats Units | Chicago Bulls          |
| 1994 | Hakeem Olajuwon         | Estats Units | Houston Rockets        |
| 1995 | Hakeem Olajuwon (2)     | Estats Units | Houston Rockets        |
| 1996 | Michael Jordan (4)      | Estats Units | Chicago Bulls          |
| 1997 | Michael Jordan (5)      | Estats Units | Chicago Bulls          |
| 1998 | Michael Jordan (6)      | Estats Units | Chicago Bulls          |
| 1999 | Tim Duncan              | Estats Units | San Antonio Spurs      |
| 2000 | Shaquille O'Neal        | Estats Units | Los Angeles Lakers     |
| 2001 | Shaquille O'Neal (2)    | Estats Units | Los Angeles Lakers     |
| 2002 | Shaquille O'Neal (3)    | Estats Units | Los Angeles Lakers     |
| 2003 | Tim Duncan (2)          | Estats Units | San Antonio Spurs      |
| 2004 | Chauncey Billups        | Estats Units | Detroit Pistons        |
| 2005 | Tim Duncan (3)          | Estats Units | San Antonio Spurs      |
| 2006 | Dwyane Wade             | Estats Units | Miami Heat             |
| 2007 | Tony Parker             | França       | San Antonio Spurs      |
| 2008 | Paul Pierce             | Estats Units | Boston Celtics         |
| 2009 | Kobe Bryant             | Estats Units | Los Angeles Lakers     |
| 2010 | Kobe Bryant (2)         | Estats Units | Los Angeles Lakers     |
| 2011 | Dirk Nowitzki           | Alemanya     | Dallas Mavericks       |
| 2012 | LeBron James            | Estats Units | Miami Heat             |
| 2013 | LeBron James (2)        | Estats Units | Miami Heat             |
| 2014 | Kawhi Leonard           | Estats Units | San Antonio Spurs      |
| 2015 | Andre Iguodala          | Estats Units | Golden State Warriors  |
| 2016 | LeBron James (3)        | Estats Units | Cleveland Cavaliers    |
| 2017 | Kevin Durant            | Estats Units | Golden State Warriors  |
| 2018 | Kevin Durant (2)        | Estats Units | Golden State Warriors  |
| 2019 | Kawhi Leonard           | Estats Units | Toronto Raptors        |
| 2020 | LeBron James (4)        | Estats Units | Los Angeles Lakers     |
| 2021 | Giannis Antetokounmpo   | Grècia       | Milwaukee Bucks        |
| 2022 | Stephen Curry           | Estats Units | Golden State Warriors  |
| 2023 | Nikola Jokić            | Sèrbia       | Denver Nuggets         |
| 2024 | Jaylen Brown            | Estats Units | Boston Celtics         |
| 2025 | Shai Gilgeous-Alexander | Canadà       | Oklahoma City Thunder  |